# Chironomus sociellus
Chironomus sociellus är en tvåvingeart som först beskrevs av Zetterstedt 1838.  Chironomus sociellus ingår i släktet Chironomus och familjen fjädermyggor.
Artens utbredningsområde är Sverige. Inga underarter finns listade i Catalogue of Life.